# Phostria melanophthalma
Phostria melanophthalma is een vlinder uit de familie van de grasmotten (Crambidae). De wetenschappelijke naam van deze soort is voor het eerst  gepubliceerd in 1933 door Edward Meyrick. Meyrick beschreef deze soort op basis van een vondst van Jean Ghesquière in september 1935 in Kisangani.
De soort komt voor in Congo-Kinshasa.